# Richard Evans Schultes
Richard Evans Schultes (Boston,  12 de enero de 1915-10 de abril de 2001) fue un biólogo y etnobotánico estadounidense que se destacó por el estudio de las propiedades farmacológicas de plantas y hongos de uso ritual con propiedades enteogénicas o alucinógenas, especialmente del Amazonas.
Se considera a Schultes como uno de los primeros etnobiotánicos, ya que sentó las primeras bases en estudiar una cultura y región, pero haciendo estudios a la par con plantas originarias, es este caso en el Amazonas. Su trabajo implicó largos trabajos de campo con pueblos originarios, en especial la tribu Kiowa, que fueron su motivo para consolidar su influencia y llevarlo como estudio en la Universidad Harvard, donde escribió importantes textos en la materia. 
Recibió numerosos reconocimientos y condecoraciones como la medalla linneana de la Sociedad linneana de Londres en 1992.

## Biografía
El botánico se interesó por las plantas y hongos después de que su profesor de la universidad le recomendara leer El Mescal y los Mecanismos de las Alucinaciones (Mescal and Mechanisms of Hallucinations) de Heinrich Kluver. Su interés lo hizo indagar en el tema, tanto así que su profesor de universidad lo incitó a hacer una práctica de campo en pueblos o comunidades indígenas por la Amazonia.
Por otra parte, se cuenta que una vez cayó enfermo, y en esos momentos leyó un libro del botánico Richard Spruce que lo cautivó con sus investigaciones. 
Obtuvo su licenciatura en biología en Harvard en 1937, la maestría en biología en 1938 y el doctorado en botánica en 1941. 
Estudió con Oakes Ames, orquideólogo y director del Museo Botánico de Harvard, quien influyó en sus investigaciones de estudiante, con el uso ritual del cacto peyote por los Kiowa de Oklahoma;más adelante hizo estudio de la identidad de plantas mexicanas alucinógenas como el teonanácatl -varias setas del género Psilocybe- y el ololiuqui de Oaxaca, México.
En Colombia estudió el yagé (Banisteriopsis caapi), la coca amazónica (Erythroxylum coca), el yoco (Paullinia yoco) entre otras plantas.
El primero de sus muchos y prolongados viajes al Alto Amazonas, principalmente en la Amazonía Colombiana, comenzó en 1941, como investigador asociado de Harvard, e incluyó el estudio de variedades de caucho resistentes a enfermedades, en un esfuerzo de liberar a Estados Unidos de la dependencia de las plantaciones asiáticas, inalcanzables por la ocupación japonesa durante la II Guerra Mundial.
Su trabajo de campo entre las naciones originarias lo condujo a ser una de las primeras personas en alertar al mundo sobre la destrucción de la selva amazónica y el exterminio de los aborígenes. Recolectó más de 30.000 especímenes para herbario, publicando numerosos estudios etnobotánicos, incluyendo las fuentes del veneno curare, hoy empleado como relajante muscular durante las cirugías.
El etnobotánico Schultes fue nombrado curador del Herbario de Orquídeas de Harvard en 1953, curador de botánica económica en 1958 y profesor de biología desde 1970 hasta 1985. En su muy popular curso para estudiantes de pregrado: Botánica Económica; era notorio por su prestancia victoriana, las conferencias dictadas mientras usaba una bata blanca de laboratorio, la insistencia en memorizar los nombres científicos (en latín) de las especies, las películas mostrando rituales nativos del uso de plantas embriagantes, las demostraciones en vivo fumando pipas y las manipulaciones de laboratorio de granos, papeles, cafeína, tinturas, medicinas, frutas tropicales). Su propia persona, serena, altamente agradable, en combinación con su expresividad y gesticulación narrando sus exóticas experiencias, ayudaban a capturar la imaginación de los muchos estudiantes que se inspiraron en él.

## Obras
- Schultes, Richard Evans; Siri von Reis (eds.) (1995). Ethnobotany: Evolution of a Discipline. Portland, Or.: Dioscorides Press. ISBN 0-931146-28-3.
- 1992. Robert F. Raffauf. Vine of the Soul: Medicine Men, Their Plants and Rituals in the Colombian Amazonia. Oracle, Ariz.: Synergetic Press. ISBN 0-907791-24-7.
- 1992: El bejuco del alma: Los médicos tradicionales de la Amazonía colombiana, sus plantas y rituales. Fondo de Cultura Económica. ISBN 958-38-0099-6
- 1982. William A. Davis; Hillel Burger. The Glass Flowers at Harvard. Nueva York: Dutton. ISBN 0-525-93250-X.
- Schultes, Richard Evans; Robert F. Raffauf (1990). The Healing Forest: Medicinal and Toxic Plants of the Northwest Amazonia. Portland, Or.: Dioscorides Press. ISBN 0-931146-14-3.
- Schultes, Richard Evans (1988). Where the Gods Reign: Plants and Peoples of the Colombian Amazon. Oracle, Ariz.: Synergetic Press. ISBN 0-907791-13-1.
- Schultes, Richard Evans; and Albert Hofmann (1980). Botánica y Química de los Alucinógenos (2ª ed. edición). Springfield, Ill.: Thomas. ISBN 0-398-03863-5.
- Schultes, Richard Evans; and Albert Hofmann (1979). Plantas de los Dioses: Orígenes del Uso de Alucinógenos. Nueva York: McGraw-Hill. ISBN 0-07-056089-7.
- Schultes, Richard Evans (1976). Plantas Alucinógenas. illus. Elmer W. Smith. Nueva York: Golden Press. ISBN 0-307-24362-1.
- Schultes, Richard Evans; Arthur Stanley Pease (1881-1964) (1960). Native Orchids of Trinidad and Tobago.
- Schultes, Richard Evans (1963). Generic Names of Orchids-Their Origin and Meaning.

- La abreviatura «R.E.Schult.» se emplea para indicar a Richard Evans Schultes como autoridad en la descripción y clasificación científica de los vegetales.[6]

## En el cine
El abrazo de la serpiente es una película colombiana del año 2015, dirigida por Ciro Guerra donde se narra la historia de la expedición de Richard Evans Schultes en 1940. La película ganó el Premio Art Cinema en la sección Quincena de Realizadores del Festival de Cine de Cannes 2015 y en 2016 fue nominada a mejor película de habla no inglesa en la edición 88 de los Premios Óscar de la Academia.